# Вертинская, Марианна Александровна
Мариа́нна Алекса́ндровна Верти́нская (род. 28 июля 1943, Шанхай, Режим Ван Цзинвэя) — советская и российская актриса театра и кино; старшая дочь русского эстрадного артиста, киноактёра, композитора, поэта и певца Александра Вертинского,  заслуженная артистка РСФСР (1994).

## Биография
Родилась 28 июля 1943 года в семье знаменитого певца-шансонье Александра Вертинского (1889-1957 гг.), который в 1943 году после долгих лет эмиграции вернулся в Россию. Мать, Лидия Владимировна (1923-2013 гг.) — художница, киноактриса, младшая сестра Анастасия Вертинская (род. 1944 г.) — популярная актриса.

Александр Вертинский с дочерьми. Начало 1950-х годов

Имя ей дала мать после просмотра голливудского фильма о Робин Гуде, где так звали возлюбленную заглавного персонажа.
В 1967 году окончила театральное училище имени Б. Щукина. По окончании училища работала в театре имени Евг. Вахтангова. В 2005 году ушла из театра.
В кино дебютировала в 1961 году ролью Кати Борташевич в фильме «Високосный год». Известная киноработа Марианны Вертинской: главная роль Ани в фильме «Застава Ильича».

### Личная жизнь
Трижды была замужем.
От первого брака с архитектором Ильёй Былинкиным — дочь, Александра Вертинская (художница и телеведущая), зять Емельян Захаров (совладелец галереи «Триумф») и внучки — Василиса и Лидия Вертинские.
От второго брака с артистом театра и кино Борисом Хмельницким — дочь Дарья Хмельницкая, родилась в январе 1978 года, дизайнер, и внучка Анна.
Третий муж — бизнесмен Зоран Казимирович, живёт в Праге.
В разные годы состояла в отношениях с кинорежиссёрами Андреем Кончаловским и Андреем Тарковским, кинооператорами Александром Княжинским и Георгием Рербергом, художником Львом Збарским, переводчиком А. Эльдаровым.

## Творчество

### Роли в театре

#### Театр имени Вахтангова
1. 1963 — «Принцесса Турандот» по фьябе Карло Гоцци — рабыня Турандот
2. 1965 — «Дион» по пьесе Леонида Зорина — римлянка
3. 1966 — «Правда и кривда» по роману Михаила Стельмаха — Оленька; Татьянка
4. 1967 — «Западня» по роману Эмиля Золя — прачка
5. 1967 — «Виринея» Лидии Сейфуллиной — баба
6. 1967 — «Принцесса Турандот» по фьябе Карло Гоцци — Турандот
7. 1968 — «Дион» по пьесе Леонида Зорина — Лолия
8. 1968 — «Идиот», инсценировка Юрия Олеши по роману Ф. М. Достоевского — Аделаида Епанчина, немка
9. 1969 — «Мещанин во дворянстве» Мольера — маркиза
10. 1970 — «Артём» — Фрося
11. 1971 — «Здравствуй, Крымов!» по пьесе Р. Назарова — Зоя
12. 1972 — «Молодость театра» по пьесе А. Гладкова — Лиля Юрченко
13. 1972 — «На всякого мудреца довольно простоты» по пьесе А. Н. Островского — Маша
14. 1973 — «Женщина за зелёной дверью» по пьесе Р. Ибрагимбекова — Рена
15. 1973 — «Ситуация» по пьесе В. Розова — Лидия
16. 1973 — «Игра в каникулы» по пьесе М. Себастьяна — Коринна
17. 1974 — «Из жизни деловой женщины» по пьесе А. Гребнева — Ирина
18. 1975 — «Господа Глембаи» по пьесе М. Крлежи — Ангелика
19. 1976 — «Лето в Ноане» по пьесе Я. Ивашкевича — Огюстина Бро, приёмная дочь Жорж Санд
20. 1980 — «Великая магия» по пьесе Э. де Филиппо — Марта ди Спелта
21. 1980 — «Антоний и Клеопатра» по трагедии У. Шекспира — Октавия, сестра Цезаря и жена Антония
22. 1983 — «Будьте здоровы!» по пьесе П. Шено — Вивиан Буасьер
23. 1986 — «Кабинетная история» по пьесе Р. Ибрагимбекова — актриса
24. 1992 — «Женитьба Бальзаминова» по пьесе А. Н. Островского — Анфиса Панфиловна Пежемова
25. 1995 — «Варвары» по пьесе М. Горького — Лидия Павловна

### Фильмография
1. 1961 — Високосный год — Катя Борташевич
2. 1964 — Застава Ильича — Аня
3. 1965 — Город мастеров — Вероника
4. 1965 — Перекличка — Катя
5. 1967 — Его звали Роберт — Таня
6. 1967 — И никто другой — Аня
7. 1968 — Любить… — девушка на вечеринке
8. 1970 — Семь невест ефрейтора Збруева — Татьяна Дроздова
9. 1970 — Денискины рассказы — мама Дениски
10. 1970 — Хозяин — Тоня
11. 1971 — Конец Любавиных — Марья Попова
12. 1975 — Капитан Немо — Жаклин, жена профессора Аронакса
13. 1976 — День семейного торжества — Кира, жена Сергея
14. 1976 — Смерть под парусом — Эвис Лоринг
15. 1979 — Пена — Викторина
16. 1980 — Диалог с продолжением — Екатерина
17. 1986 — Одинокая женщина желает познакомиться — Анна Воробьёва, подруга Клавдии
18. 1988 — Гражданский иск — Ирина Михайловна
19. 1992 — Женщина в море — мать Людмилы
20. 1999 — Одна любовь души моей — Александра Филипповна Кирхгоф, петербургская гадалка, предсказавшая судьбу Пушкину
21. 2001 — Наследницы — Анна Фёдоровна
22. 2004 — Союз без секса — Вера Ивановна
23. 2004 — Влюблённые 2 — Таня
24. 2005 — Наследницы 2 — Анна Фёдоровна

### Телеспектакли
- 1968 — Из рассказов о Шерлоке Холмсе — Ирэн Адлер
- 1979 — Господа Глембаи — Ангелика

### Озвучивание фильмов
- 1975 — Клад — Даша

## Признание и награды
- Заслуженная артистка РСФСР (1991 г.).

## Документальные фильмы и телепередачи
- «Марианна Вертинская. „Любовь в душе моей“» («Первый канал», 2013 г.)[8][9]
- «Вертинские. „Наследство короля“» («ТВ центр», 2014 г.)[10]